# Peperomia praeteruentifolia
Peperomia praeteruentifolia är en pepparväxtart som beskrevs av William Trelease. Peperomia praeteruentifolia ingår i släktet peperomior, och familjen pepparväxter. Inga underarter finns listade i Catalogue of Life.